# Dan Malafosse
Pour les articles homonymes, voir Malafosse.
Pas d'image ? Cliquez ici

a Compétitions nationales et continentales officielles uniquement.

Dernière mise à jour le 14 janvier 2023.
Dan Malafosse, né le 14 janvier 1992 à Grenoble (Isère), est un joueur français de rugby à XV. Il évolue au poste de deuxième ligne ou de troisième ligne centre au CA Brive.

## Biographie
Né à Grenoble où son père évolue comme troisième ligne aile entre 1989 et 1992, Dan Malafosse est le fils de Michel Malafosse,,,. Il grandit à Bourgoin-Jallieu où joue ensuite son père mais il est formé au CA Brive, puis il rejoint le SA XV Charente en 2014.
À l'origine, Dan Malafosse est formé au poste de troisième ligne centre mais il est repositionné en deuxième ligne au SA XV Charente.
En 2016, il signe pour 2 saisons (+ 1 optionnelle) au Stade montois,.
En 2018, il s'engage pour 3 saisons avec la Section paloise,,,,,. En manque de temps de jeu et touché par des petites blessures au mauvais moment,, il s'entend avec le club pour une rupture anticipée de contrat avec effet immédiat le 30 décembre 2019.
Il retourne au CA Brive en tant que joker médical jusqu'à la fin de la saison 2019-2020, afin de pallier le départ de Johan Snyman,. Il signe de nouveau avec le CA Brive le 18 novembre 2020, en qualité de joker international, afin de pallier l'absence de plusieurs joueurs blessés ou retenus en sélection nationale.
En mai 2021, il s'engage avec l'US Montauban à partir de la saison 2021-2022.